# Kynceľová, Banská Bystrica
Kynceľová este o comună slovacă, aflată în districtul Banská Bystrica din regiunea Banská Bystrica. Localitatea se află la altitudinea de 382 m deasupra n.m., se întinde pe o suprafață de 1,17 km2 și în 2017 număra 367 de locuitori.

## Istoric
Localitatea Kynceľová este atestată documentar din 1436.

## Demografie
| An:                | 1994 | 2004    | 2014   | 2024   |
| ------------------ | ---- | ------- | ------ | ------ |
| Număr de persoane: | 278  | 345     | 376    | 393    |
| Diferență:         |      | +24,10% | +8,98% | +4,52% |

| An:                | 2023 | 2024   |
| ------------------ | ---- | ------ |
| Număr de persoane: | 388  | 393    |
| Diferență:         |      | +1,28% |